# Försvarsmaktsgemensamt förband
Försvarsmaktsgemensamt förband är ett förband, skola eller centrum som ej är knutet till något vapenslag, utan stöder svenska armén, svenska marinen och svenska flygvapnet inom områden som till exempel, utbildning, ledning och samband, förbandslogistik och teleteknisk infrastruktur. Exempel inom svenska försvarsmakten är Ledningsregementet (LedR) och tidigare Göta trängregemente (T 2).